# Associazione Calcio Riunite Messina 1971-1972
Questa pagina raccoglie i dati riguardanti l'Associazione Calcio Riunite Messina nelle competizioni ufficiali della stagione 1971-1972.

## Rosa
| N. |                   | Ruolo | Calciatore          |  |
| -- | ----------------- | ----- | ------------------- |  |
|    | Italia (bandiera) | A     | Paolo Aragoncelli   |  |
|    | Italia (bandiera) | D     | Antonio Ballariano  |  |
|    | Italia (bandiera) |       | Ignazio Calandra    |  |
|    | Italia (bandiera) | A     | Sante Calì          |  |
|    | Italia (bandiera) | C     | Angelo Chirco       |  |
|    | Italia (bandiera) | P     | Sauro Cinelli       |  |
|    | Italia (bandiera) | C     | Giovanni Cioncolini |  |
|    | Italia (bandiera) | A     | Alberto Corucci     |  |
|    | Italia (bandiera) | C     | Vincenzo Crimi      |  |
|    | Italia (bandiera) | A     | Guido De Maria      |  |
|    | Italia (bandiera) | A     | Claudio Di Giusto   |  |
|    | Italia (bandiera) | A     | Giorgio Ferrara     |  |

| N. |                   | Ruolo | Calciatore          |  |
| -- | ----------------- | ----- | ------------------- |  |
|    | Italia (bandiera) | A     | Rosario Foti        |  |
|    | Italia (bandiera) | D     | Salvatore Gentile   |  |
|    | Italia (bandiera) | D     | Luigino Giacomin    |  |
|    | Italia (bandiera) | C     | Giuseppe Lipido     |  |
|    | Italia (bandiera) | C     | Costantino Lo Bosco |  |
|    | Italia (bandiera) | D     | Ignazio Metallo     |  |
|    | Italia (bandiera) | A     | Carlo Morosini      |  |
|    | Italia (bandiera) | P     | Giuseppe Nastasi    |  |
|    | Italia (bandiera) | C     | Lorenzo Piacentini  |  |
|    | Italia (bandiera) | C     | Francesco Polizzo   |  |
|    | Italia (bandiera) | D     | Adriano Veneri      |  |
|    | Italia (bandiera) | A     | Mario Zimolo        |  |